# Mandarin (langue)
Pour les articles homonymes, voir Mandarin.
Le mandarin (/mɑ̃.da.ʁɛ̃/ ; chinois simplifié : 官话 ; chinois traditionnel : 官話 ; pinyin : guānhuà, « langue des officiels », chinois simplifié : 北方话 ; chinois traditionnel : 北方話 ; pinyin : běifānghuà, « parlers du Nord »), parfois abusivement désigné sous les termes chinois voire pékinois, est une catégorie des langues chinoises parlée dans le nord-est et le sud-ouest de la Chine continentale. Envisagée comme une langue, c'est celle qui compte le plus grand nombre de locuteurs natifs dans le monde. Le mandarin s'écrit au moyen des sinogrammes et on le transcrit maintenant le plus souvent en pinyin, mais aussi en zhuyin (bopomofo) ou au moyen de l'écriture arabe (Xiao'erjing).
Même s'il est maintenant enseigné à tous les Chinois, certains Chinois plus âgés ne parlent pas le mandarin mais d'autres langues chinoises, comme le cantonais. Le mandarin, que les dirigeants communistes ont désigné comme la langue véhiculaire de leur nation entière en une version standardisée (dénommée 普通話 pǔtōnghuà, « langue commune »), était d'abord celle de communautés chinoises du nord du pays. Bien que possédant une ancienne histoire littéraire, elle ne dérive pas de la langue écrite classique littéraire et artificielle (文言 wényán), abandonnée en 1919 après avoir été utilisée comme langue écrite officielle et littéraire pendant plus de deux mille ans : en effet, c'est d'une langue vernaculaire parlée (白話 báihuà, « langue simple ») que le mandarin procède.
En français comme dans les langues européennes, le mandarin fait référence à deux ensembles distincts de langues :
- le chinois standard ou mandarin standard (Pǔtōnghuà/Zhōngwén/Guóyǔ/Huáyǔ/Hànyǔ), qui est fondé sur le dialecte mandarin de Pékin. Le mandarin standard est la langue officielle en République populaire de Chine, en République de Chine (Taïwan) et l'une des quatre langues de Singapour. Le chinois, en pratique le mandarin standard, est une des six langues officielles des Nations unies ;
- les différents dialectes parlés au nord, au centre et au sud-est de la Chine continentale. Ce groupe de dialectes est l'objet du présent article.

En 1956, c'est la variante de Pékin qui est promue au rang de langue officielle. On la considère souvent comme la variante standard de cette langue. Le mandarin de Pékin possède cependant des spécificités (comme l'utilisation fréquente de la rétroflexion vocalique notée au moyen du suffixe -er) et on dit souvent que les Pékinois ont un « accent ». Le mandarin d'un Taïwanais est donc un peu différent de celui d'un Pékinois.
En dehors de la Chine, d'importantes communautés chinoises partagent cette langue, qui est enseignée dans de nombreux lycées, universités ou instituts de par le monde.
Comme les autres langues chinoises, c'est une langue à tons. Elle utilise quatre tonèmes, qui changent le sens du mot : haut et plat (premier ton), montant (deuxième ton), descendant légèrement puis remontant, modulé (troisième ton) et descendant et rapide (quatrième ton).
En Chine, les tons sont représentés par les accents sur les voyelles des syllabes de l'écriture romanisée dite pinyin, et à Taïwan, par les mêmes accents sur les graphèmes du bopomofo. On utilise aussi le numéro du ton à la fin de la syllabe quand les contraintes techniques empêchent d'entrer ou de lire les accents.
Au quotidien, le nom « mandarin » fait généralement référence au mandarin standard (Pǔtōnghuà/Guóyǔ). À l'étranger, le mandarin constitue un groupe de dialectes, dont l'intelligibilité mutuelle est variable. Ce groupe de parlers est l'objet d'une reconnaissance établie chez les linguistes mais qui n'est pas nécessairement reconnue en dehors des cercles académiques.
Lorsqu'on interroge un locuteur d'un dialecte mandarin, il ne reconnaîtra pas normalement qu'il parle une variante du mandarin mais sa variante locale (dialecte du Sichuan, dialecte du nord-est, etc.), en le considérant comme différent du « mandarin standard » (pǔtōnghuà). Il n'aura pas nécessairement conscience que les linguistes classent leur dialecte comme une forme du « mandarin » au sens linguistique ou vu de l'étranger.

## Appellations

Distribution du mandarin (en brun clair). Le Jin (brun foncé) lui est parfois associé.

Le terme français provient du portugais mandarim (du malais mentari ou mantari, lui-même emprunté au sanskrit mantrin-, signifiant « ministre ») ; c'est la traduction du chinois 官話/官话 guānhuà, qui signifie littéralement « langue des mandarins » (magistrats de l'Empire). Le terme guānhuà est souvent considéré comme une appellation archaïque par les sinophones d'aujourd'hui.
En RPC, la langue en sa version standardisée est nommée 普通話/普通话 pǔtōnghuà, « langue commune », ou guóyǔ 國語/国语, « langue nationale ». À Taïwan, la langue est officiellement nommée 國語/国语 guóyǔ. Dans les communautés chinoises à l'étranger, particulièrement dans le Sud-Est asiatique, la langue est connue comme 華語/华语 huáyǔ, « langue chinoise » (華/华 huá est un terme désignant principalement la culture chinoise). Le terme hànyǔ 漢語/汉语, bien que semblant désigner l'ensemble des dialectes de l'ethnie Han (incluant par exemple le cantonais), est en fait utilisé lui aussi, principalement, pour désigner la langue standard : ainsi, le test international d'évaluation du chinois HSK (汉语水平考试 hànyǔ shuǐpíng kǎoshì) concerne exclusivement la langue standard, écrite et orale.
Par leur prononciation (notamment la présence ou non de consonnes finales autres que n), les différents dialectes peuvent être plus ou moins proches du chinois archaïque. À cet égard, hakka et cantonais sont plus proches de la langue originelle que le mandarin.
La forme standard du mandarin s'appuie sur la prononciation propre aux locuteurs de Pékin (article Prononciation du mandarin standard), sans certaines particularités phonétiques. Il existe en effet une grande diversité dans les prononciations régionales, pour deux raisons principalement. La première est que l'aire géographique où ce langage est la langue maternelle de la plupart des locuteurs est si étendue que l'on rencontre nécessairement des variations de prononciations d'une zone à l'autre. Ces différences régionales sont de même nature que celles que l'on entend dans les diverses régions francophones de France, de Belgique, de Suisse, d'Afrique, du Québec, etc. La seconde raison est que nombre de locuteurs possèdent le mandarin comme seconde langue. Ces locuteurs le contaminent ainsi fréquemment avec le système phonologique de leur propre langue maternelle. Le mandarin de Taïwan, par exemple, est devenu une variante relativement homogène du mandarin standard tel que défini par les autorités éducatives.
De façon abusive, le mandarin est souvent appelé « le chinois », y compris dans la liste des langues officielles de l'Organisation des Nations unies.
Le mandarin est parfois encore nommé de manière informelle pékinois (北京話/北京话 Beǐjīng huà, 北京方言 Beǐjīng fāngyán, « langue régionale de Pékin », ou 京片子 Jīng piànzi). À Taïwan, les partisans de l'indépendance de Taïwan insistent fréquemment pour que l'on utilise le terme de Beǐjīng huà à la place de 國語/国语 guóyǔ afin de promouvoir l'idée que le taïwanais devrait être leur langue nationale.

## Histoire
Les langues chinoises se sont développées à partir d'une langue commune nommée chinois archaïque, puis chinois médiéval.
La plupart des Chinois vivant en Chine du nord, au Sichuan, et, en fait, dans un grand arc de cercle allant du nord-est (Mandchourie) au sud-ouest (Yunnan), utilisent plusieurs dialectes du mandarin comme langue maternelle. La prévalence du mandarin dans toute la Chine du nord est principalement le résultat de la géographie, en particulier les plaines du nord de la Chine. En comparaison, les zones montagneuses et fluviales de la Chine du sud ont connu une plus grande diversité linguistique. La présence du mandarin au Sichuan est largement due à une épidémie survenue au XIIe siècle. Cette épidémie, peut-être la peste noire, ayant décimé la population de cette région, elle a permis plus tard une colonisation par les Chinois du nord de la Chine et, indirectement, elle explique l'implantation d'une langue du Nord dans une région méridionale.
Il n'existe pas de distinction claire entre la fin du chinois médiéval et le début du mandarin lui-même ; cependant, le Zhōngyuán Yīnyùn (en) (中原音韻), un livre de rimes datant de la dynastie Yuan, est généralement considéré comme une pierre angulaire de l'histoire du mandarin. C'est en ce livre que l'on voit pour la première fois apparaitre de nombreuses caractéristiques du mandarin, telles la disparition de la consonne finale et la réorganisation des tons du chinois médiéval.
Jusqu'au milieu du XXe siècle, la plupart des Chinois vivant en Chine du sud ne parlaient pas le mandarin. Cependant, malgré la mixité sociale entre membres de l'administration et gens du peuple parlant divers dialectes chinois, le mandarin pékinois était devenu la langue prédominante au moins sous la dynastie Qing, dont la langue officielle était le mandchou. Depuis le XVIIe siècle, l'Empire avait créé des académies d'« orthoépie » (正音書院/正音書院 / zhēngyīn shūyuàn), dans une tentative de rendre la prononciation conforme au standard de Pékin. Leur succès s'était avéré très limité.
Cette situation a évolué avec la création (en RPC et à Taïwan) d'un système d'éducation d'école élémentaire dévolu à l'enseignement du mandarin. En conséquence, le mandarin est devenu la langue la plus couramment parlée par la plupart des habitants de Chine continentale et de Taïwan. À Hong Kong, cependant, la langue de l'éducation et des formalités reste le cantonais standard, bien que le mandarin standard soit de plus en plus présent.

## Mandarin et pékinois
Une erreur commune consiste à croire que le mandarin serait le dialecte pékinois. Il est vrai que la prononciation standard et la grammaire de la langue enseignée s'appuient principalement sur le dialecte de Pékin, mais la notion de mandarin standard reste un concept assez flou car il représente plutôt un ensemble de langues fabriquées et imposées à la population, à qui l'on[Qui ?] demande d'oublier ses prononciations régionales habituelles. L'accent des habitants de Harbin, autrefois en zone mandchoue, serait resté celui le plus proche du mandarin actuel. De la vaste aire qui s'étend de la Mandchourie au nord-est de la Chine jusqu'au Yunnan au sud-ouest, la langue maternelle de la plupart des habitants est le mandarin (dans son sens général), mais ces langues maternelles diffèrent toutes dans la prononciation, le vocabulaire et même parfois la grammaire de la langue enseignée.
Spécifiquement, conformément à la langue des natifs de Pékin, la plupart des locuteurs se conforment bien à la prononciation standard des consonnes rétroflexes (notées par zh, ch, sh et ri en pinyin), mais ils ajoutent souvent le -er final — communément utilisé comme diminutif — à des mots que d'autres locuteurs laisseraient tel quel. Ce trait dialectal est nommé 兒音/儿音 / éryīn, « prononciation avec -er ». Il existe également de nombreux éléments lexicaux largement attestés dans la zone pékinoise mais fort rares ailleurs. En plus de toutes ces différences, comme c'est le cas pour les langues occidentales, il y a plus d'un accent propre à Pékin, dépendant du niveau social, d'éducation, etc.
Ces quelques exceptions mises à part, la prononciation locale des natifs de Pékin se conforme généralement très bien à la prononciation standard. En général, les prononciations locales des natifs d'autres aires du mandarin se différencient d'autant plus qu'elles sont éloignées de la capitale. Les personnes qui vivent à Tianjin ont aussi une prononciation assez standard. Les personnes qui vivent dans le nord-est de la Chine transforment couramment les syllabes commençant par ce que le pinyin note j en syllabes commençant par g ou k (conformément à l'étymologie, du reste) et ont des difficultés à prononcer les sons commençant par r. Les personnes qui vivent dans les aires plus au sud transforment souvent les consonnes rétroflexes du mandarin standard : zh devient z, ch devient c, sh devient s et r se prononcent plutôt comme z. Cette remarque est également vraie pour le mandarin parlé à Taïwan. Dans certaines régions, les locuteurs ne font pas la distinction entre l et n (principalement quand ils ont le cantonais comme langue maternelle), et dans d'autres la finale vélaire ng est changée en n.
De plus, la langue enseignée emploie de nombreux tons légers (une absence de tonème qui rend la syllabe moins distincte) pour les secondes syllabes des mots composés, alors que dans de nombreuses régions, en particulier au sud, le ton des deux syllabes est clairement marqué.

## Variations grammaticales et lexicales
D'un point de vue officiel, il y a deux mandarins, puisque le gouvernement de Pékin se réfère à celui du continent comme étant le 普通話/普通话 pǔtōnghuà, « langue commune », alors que le gouvernement de Taipei nomme sa langue officielle 國語/国语 kuo-yü (en pinyin : guóyǔ), « langue nationale ». Officiellement, le pǔtōnghuà inclut les prononciations de plusieurs régions, alors que le kuo-yü est basé théoriquement sur les seuls phonèmes du mandarin de Pékin. La comparaison entre des dictionnaires des deux zones montre qu'il y a quelques différences substantielles. Cependant, les deux versions du mandarin scolaire sont assez souvent différentes du mandarin tel que réellement parlé, lequel subit l'influence de variations régionales.
De plus, toutes les variantes du mandarin ne sont pas directement mutuellement intelligibles.
Cependant, les locuteurs éduqués vivant dans les villes du Sud-Ouest telles que Guilin et Kunming parlent un pǔtōnghuà assez correct en plus de leur langue maternelle.
Dans la Chine du Nord, au Sichuan, et dans d'autres aires où la langue du Nord est parlée, ce qu'on nommerait « variantes locales du mandarin » est en fait l'une des langues maternelles de locuteurs de ces zones. La période d'éducation de masse du mandarin n'a pas effacé ces différences régionales antérieures. Dans le Sud, l'interaction entre le mandarin et les autres langues chinoises a créé des versions locales de la langue du Nord, qui sont assez différentes du mandarin officiel standard tant pour la prononciation que pour la grammaire. Par exemple, le mandarin parlé à Taïwan par les étudiants qui parlent taïwanais (un dialecte de min du sud) ou hakka comme langue maternelle est généralement parlé avec une grammaire et un accent qui le rendent différent du kuo-yü standard, donnant naissance à une version du mandarin communément nommée mandarin de Taïwan.
Bien que le mandarin soit considéré comme le dialecte standard, parler le mandarin sans accent local ou parler le mandarin à la place du dialecte local peut faire passer le locuteur pour un étranger ou quelqu'un d'anormal. C'est pour cette raison que la plupart des locuteurs, dirigeants politiques y compris, ne se forcent pas à parler le mandarin avec l'accent standard officiel.

## Vocabulaire
Il y a plus de mots polysyllabiques en mandarin que dans toute autre langue chinoise, à l'exception du shanghaïen. Ceci est dû en partie au fait que le mandarin a subi plus de modifications dans sa prononciation au cours de l'histoire que d'autres variétés du chinois, et devait dès lors composer avec davantage d'homophones (voir notamment : Le Poète mangeur de lions dans son repaire de pierre). De nombreux mots sont créés en les composant de deux ou plusieurs sinogrammes, ou en ajoutant un affixe tel lao- (老), -zi (子), -(e)r (儿／兒), et -tou (头／頭). Il existe cependant des mots qui ont été polysyllabiques depuis le chinois archaïque, tel húdié (蝴蝶, papillon).
Les pronoms singulier en mandarin sont wǒ (我) « je, toi », nǐ (你) « tu, toi », nín (您) « vous (singulier), forme de politesse », et tā (他/她/它) « il, elle, il neutre) », avec -men(们／門) qui est la marque du pluriel. De plus, il existe une distinction entre le pronom pluriel de la première personne zánmen (咱(们／門), qui inclut celui qui écoute, et wǒmen (我(们／門), qui exclut celui qui écoute. Les dialectes du mandarin ont une utilisation quasi-équivalente de ces pronoms, mais pas nécessairement les autres variétés de chinois (par exemple, le Shanghaïen utilise (侬／儂) non « tu » et 伊 yi « il / elle »).
D'autres morphèmes que les dialectes mandarins ont généralement en commun sont les particules d'aspect et d'ambiance, tels -le (了), -zhe (着), et -guo (过／過). D'autres variétés de chinois utilisent par contre d'autres mots pour ces contextes (par exemple en cantonais 咗 et 緊).
De par le contact avec les cultures d'Asie centrale, le mandarin inclut certains mots d'origine altaïques, qui n'existent pas en d'autres langues chinoises, tel hútong (胡同) « allée ». Les variétés méridionales de chinois ont par contre intégré des mots des langues tai ou des langues austronésiennes.

## Systèmes de transcription
Depuis que les premiers Occidentaux sont entrés en Chine et ont tenté d'apprendre le mandarin, dans un but d'évangélisation, est apparu le besoin d'une romanisation permettant de noter les caractères chinois. Depuis, de nombreux systèmes de transcription phonétique ont été proposés. Le premier à avoir été globalement accepté est le système dit Wade-Giles, nommé d'après ses inventeurs du XIXe siècle. Ce système est toujours utilisé aujourd'hui, mais pas en Chine continentale. Il se rencontre surtout dans des éditions anciennes de livres occidentaux, ainsi que pour un assez grand nombre de termes chinois lexicalisés dans les langues occidentales. L'École française d'Extrême-Orient a aussi utilisé un système nommé EFEO, maintenant caduc.
Au XXe siècle, les linguistes chinois ont proposé de nombreux systèmes de transcription. L'un d'eux propose même un nouvel alphabet syllabique, c'est le 注音符號/注音符号 zhǔyīnfúhào, « symboles phonétiques » (ou, de manière moins formelle, bopomofo). Le plus fructueux de ces systèmes est cependant le 漢語拼音/汉语拼音 hànyǔ pīnyīn, « méthode pour épeler phonétiquement le mandarin », plus souvent nommé pīnyīn, qui a été accepté comme système de transcription officiel pour la langue chinoise par la RPC en 1958 et ensuite par les Nations unies ainsi que par d'autres organisations internationales. Pendant les années 1950, on a même pensé en Chine, sans succès, remplacer les caractères chinois par le pīnyīn. La chose n'est en effet pas faisable, à cause des nombreux cas d'homonymies dans la langue, homonymies dues à la structure syllabique particulière du mandarin.
On retrouve cette diversité de systèmes de transcription également à Taïwan. Le gouvernement central de Taïwan a en effet adopté le 通用拼音 tōngyòng pīnyīn en 2002 (variante du pīnyīn de RPC) tout en permettant aux gouvernements locaux de ne pas appliquer cette décision pour préférer leur propre système de romanisation. Le bopomofo ou zhǔyīn est utilisé pour l'apprentissage de la prononciation des caractères et de la grammaire dans les écoles. Les efforts visant à remplacer ce système en faveur du pīnyīn ont été bloqués à cause, principalement, de désaccords sur le type de pīnyīn à utiliser en remplacement ainsi que de l'effort très important à fournir pour corriger tous les documents pédagogiques existant et re-former complètement le corps enseignant.
Parmi les autres systèmes de romanisation, on compte aussi :
- le pīnyīn postal (dérivé du Wade-Giles) ;
- la romanisation Yale ;
- le Gwoyeu Romatzyh ;
- le MPS II.

## Littérature en mandarin
Au début du XXe siècle, le chinois écrit est une langue originale (chinois classique, écrit), et nettement distincte de la langue parlée. À l'origine, celle-ci est pourtant proche de la langue parlée (chinois médiéval, parlé), mais s'en écarte avec le temps, un peu à l'image de la place qu'occupe le latin dans les sociétés européennes de langue romane jusqu'au XVIIIe siècle.
La langue écrite, appelée chinois classique ou littéraire, est plus concise que la langue actuelle. À l'écrit, le problème des homonymes ne se pose pas et la langue ne comporte que peu d'ambiguïtés. Par exemple, 翼 (yì, aile) n'est pas ambigu en chinois écrit, mais possède environ 75 homonymes en mandarin (parlé).
Pour une écriture formelle, tels des documents officiels, et ainsi que pour des textes plus littéraires, le langage écrit est plus économique et plus policé, tant pour l'écriture à la main qu'en imprimerie.
Mais pour reproduire une conversation, le chinois classique n'est pas approprié. Même la transcription à l'écrit d'un professeur tel Zhu Xi (1130-1200) s'approche de la langue parlée. Depuis au moins les pièces de théâtre de la dynastie Yuan qui narrent les épopées des Robin des Bois chinois jusqu'aux nouvelles de la dynastie Ming, telle Shui Hu Zhuan (水滸傳 / 水浒传 / Shuǐhǔ Zhuàn, Au bord de l'eau), ou la nouvelle de la dynastie Qing Hónglóu mèng (紅樓夢 / 红楼梦 / Hónglóu mèng, généralement traduite par Le Rêve dans le pavillon rouge) et au-delà, ils développent une littérature proche du style oral (báihùa wénxúe). En de nombreux cas, cette langue écrite s'approche du mandarin parlé. Si les prononciations ne sont pas portées par les sinogrammes, l'écrit véhicule cependant la grammaire et le style en toutes les régions de langue mandarine. Ces écrits sont généralement exprimés en mandarin standard pour les lectures formelles.
Un acteur majeur de la littérature chinoise du début du XXe siècle, Hu Shi, écrivit une étude approfondie de cette tradition littéraire, appelée Báihuà wénxué shǐ (Une histoire de la littérature vernaculaire).

## Lexique

### Emprunts français
Le français a emprunté relativement peu de mots au mandarin ou aux autres langues chinoises. Notons cependant les mots Kung-fu (Gōngfu, 功夫), litchi (lìzhī, 荔枝), ginseng (rénshēn 人参, littéralement « plante-homme »), longane (lóngyǎn 龙眼, signifiant « œil de dragon ») et kaolin (gāolǐng, 高岭, signifiant « hautes (chaines de) montagnes », d'où l'on extrayait la terre (gāolǐng tǔ, 高岭土) et la roche (gāolǐng shí, 高岭石)).
D'autres mots gardent une forte ressemblance mais ont évolué légèrement avec les langues des peuples qui les ont apportés en France, comme badiane (bājiǎo, 八角, signifiant « 8 cornes », par le persan), tofu (dòufǔ, 豆腐, par le japonais) ou soja (shiyu, également par l'intermédiaire du japonais) ou encore ketchup (koechiap, dans le dialecte d'Amoy par le malais et l'anglais).

### Dictionnaires
- Dictionnaire Chinois-Français-Anglais en ligne Dictionnaire Chinois/Français/Anglais permettant des recherches par caractère chinois, pinyin, français, anglais. Phonétique en pinyin et bopomofo, reconnaissance de caractères chinois, etc.
- Dictionnaire Chinois-Français Français-Chinois en ligne Dictionnaire Chinois/Français permettant des recherches par caractère chinois, pinyin, français. Possibilité de générer un modèle de calligraphie.
- Koan-hoa Tche-nan: Boussole du langage mandarin, CHANG-HAI IMPRIMERIE DE LA MISSION CATHOLIQUE ORPHELINAT DE T'OU-SÉ -WÉ, Impr. de la Mission catholique, 1906, 4e éd. (lire en ligne), p. 482..(the University of California)
- Woo K'e Tae, Henry Boucher, Koan-hoa tche-nan: Boussole du langage mandarin, Volume 1, vol. 2, ZI-KA-WEI IMPRIMERIE DE LA MISSION CATHOLIQUE AL'ORPHELINAT DE T'OU-SÉ -WÉ, Imprimerie de la Mission catholique, 1901, 3e éd. (lire en ligne)..(Harvard University)
- Woo K'e Tae, Henry Boucher, Koan-hoa tche-nan: Boussole du langage mandarin, Volume 1, vol. 2, ZI-KA-WEI IMPRIMERIE DE LA MISSION CATHOLIQUE AL'ORPHELINAT DE T'OU-SÉ -WÉ, Imprimerie de la Mission catholique, 1901, 3e éd. (lire en ligne)..(Harvard University)
- Henri Boucher, Koan-hoa tche-nan: boussole du langage mandarin, vol. 1, ZI-KA-WEI IMPRIMERIE DE LA MISSION CATHOLIQUE AL'ORPHELINAT DE T'OU-SÉ -WÉ, Mission catholique, 1893, 2e éd. (lire en ligne)(Columbia University)
- Henri Boucher (S. J.) (éditeur), Koan-Hoa Tche-Nan Boussole du langage mandarin, Volume 1, ZI-KA-WEI IMPRIMERIE DE LA MISSION CATHOLIQUE AL'ORPHELINAT DE T'OU-SÉ -WÉ, Imprimerie de la Mission Catholique, 1887 (lire en ligne)(Harvard University)
- Henri Boucher (S. J.) (éditeur), Koan-Hoa Tche-Nan Boussole du langage mandarin,, vol. 2 : SECOND VOLUME, ZI-KA-WEI IMPRIMERIE DE LA MISSION CATHOLIQUE AL'ORPHELINAT DE T'OU-SÉ -WÉ, Imprimerie de la Mission Catholique, 1887 (lire en ligne)(Harvard University)
- Japan. Consulate. Peiping, Koan-hoa tche-nan; boussole du langage mandarin, tr. et annotée par le père, CHANG-HAI IMPRIMERIE DE LA MISSION CATHOLIQUE ORPHELINAT DE T'OU-SÉ -WÉ, 1906, 4e éd. (lire en ligne), p. 482(the University of Michigan)